# Могиљовска област
Могиљовска област (блр. Магілёўская вобласць, рус. Могилёвская о́бласть) једна је од 6 административних области Републике Белорусије у источном делу земљу. Ограничена је са Минском облашћу на западу, Витебском на северу и Гомељском на југу, те са Смоленским и Брјанским областима Руске Федерације на истоку.
Основана је 15. јануара 1938. године, заузима површину од 29.000 km² и према подацима пописа из 2009. насељена је са нешто мање од 1,1 милиона становника.
Административни центар области је град Могиљов, док су већи градски центри још и Бабрујск, Горки и Асиповичи. Административно је подељена на 21 рејон.
Овај део Белорусије је био захваћњн највећим степеном радијације (заједно са Гомељском облашћу) проузрокованим нуклеарном хаваријом у Чернобиљу у априлу 1986. године.

## Географија
Могиљовска област обухвата нешто преко 29.000 km² територије у централном и источном делу Републике Белорусије, односно око 14% укупне државне територије. По површини на претпоследњем је месту међу белоруским областима (мања је само Гродњенска област). Ограничена је са Минском облашћу на западу, Витебском на северу и Гомељском на југу, те са Смоленским и Брјанским областима Руске Федерације на истоку. Од севера ка југу област се протеже дужином од око 150 км, од истока ка западу до 300 км.
Рељеф области је благо заталасан и испресецан бројним водотоцима, међу којима су најважнији реке Дњепар са својим притокама (Сож, Березина, Друт) и Птич. На подручју области не постоје веће ујезерене површине. Највиша тачка лежи на надморској висини од 239 m, најнижа на 126 m (укупна вертикална разлика је 113 м).
Клима је умереноконтинентална са умерено хладним зимама и топлим летима. Значајнија је разлика између температура у северним и јужним деловима области. На северу су просечне јануарске температуре око -8,2 °C, јулске до 17,8 °C, а на југу од -6,5 °C зими до 18,7 °C лети. Просечна годишња количина падавина је између 575 и 675 мм, а највећи део се излучи у периоду април-октобар. Вегетациони период траје око 190 дана. Под шумама је око 50% површина.

## Историја
Могиљовска област је формирана као административна јединица Белоруске ССР 15. јануара 1938. године.
Међу најстарија насеља настала на подручју садашње Могиљовске области убрајају се градови Славгарад, који се први пут помиње 1136, Кричав (око 1150), Мсцислав (1156) и Могиљов (основан 1267).
Након хаварије нуклеарке у Чернобиљу 1986. године јужни делови области су били загађени изразито високим нивоима радијације, посебно Краснапољски и Черикавски рејон, а бројна насеља су у потпуности напуштена.

## Административна подела
Административно, Могиљовска област је подељена на 21 рејон (или округ), 15 насеља са административним статусом града, 9 насеља у рангу варошица, 195 сеоских и 3 градске општине. Административни центар области је град Могиљов.
| Рејон               | Основан           | Административни центар | Површина km² | Становника попис 2009. |
| ------------------- | ----------------- | ---------------------- | ------------ | ---------------------- |
| Асиповички рејон    | 17. јул 1924.     | Асиповичи              | 1.947,12     | 52.447                 |
| Бјалинички рејон    | 17. јула 1924.    | Бјалиничи              | 1.419,52     | 21.839                 |
| Бабрујски рејон     | 4. август 1927.   | Бабрујск               | 1.599,05     | 20.660                 |
| Бихавски рејон      | 17. јул 1924.     | Бихав                  | 2.263,16     | 35.148                 |
| Глуски рејон        | 17. јула 1924.    | Глуск                  | 1.335,44     | 16.457                 |
| Горкијски рејон     | 17. јула 1924.    | Горки                  | 1.284,31     | 47.800                 |
| Дрибински рејон     | 17. јул 1924.     | Дрибин                 | 766,53       | 12.253                 |
| Киравски рејон      | 12. фебруар 1935. | Киравск                | 1.295,20     | 22.352                 |
| Климавички рејон    | 17. јул 1924.     | Климавичи              | 1.542,78     | 28.523                 |
| Кличавски рејон     | 17. јул 1924.     | Кличав                 | 1.800,32     | 17.246                 |
| Краснапољски рејон  | 17. јул 1924.     | Краснапоље             | 1.223,04     | 11.221                 |
| Кричавски рејон     | 17. јул 1924.     | Кричав                 | 777,54       | 35.133                 |
| Кругљански рејон    | 17. јул 1924.     | Круглаје               | 881,81       | 15.761                 |
| Касцјуковички рејон | 17. јул 1924.     | Касцјуковичи           | 1.493,84     | 26.410                 |
| Могиљовски рејон    | 17. јул 1924.     | Могиљов                | 1.895,4      | 43.166                 |
| Мсциславски рејон   | 17. јул 1924.     | Мсцислав               | 1.332,51     | 24.768                 |
| Славгарадски рејон  | 17. јул 1924.     | Славгарад              | 1.317,82     | 14.888                 |
| Хоцимски рејон      | 17. јул 1924.     | Хоцимск                | 858,87       | 13.057                 |
| Чавуски рејон       | 17. јул 1924.     | Чавуси                 | 1.471,39     | 21.242                 |
| Черикавски рејон    | 17. јул 1924.     | Черикав                | 1.020,20     | 14.875                 |
| Шкловски рејон      | 17. јун 1924.     | Шклов                  | 1.334,17     | 30.802                 |

## Демографија
Према попису из 2009. на подручју области је живело 1.099.374 становника, што чини удео од око 12% у целокупној популацији земље. Од тог броја нешто преко две трећине је живело у урбаним, а једна трећина у руралним срединама.
Највећи градови су Могиљов (око 365.000), Бабрујск (220.000), Асиповичи, Горки, Кричав.
| Националност | Попис 1926. | Попис 1939. | Попис 1959. | Попис 1970. | Попис 1979. | Попис 1989. | Попис 1999. | Попис 2009. |
| ------------ | ----------- | ----------- | ----------- | ----------- | ----------- | ----------- | ----------- | ----------- |
| Белоруси     | 475.707     | 1.187.621   | 1.033.760   | 1.050.359   | 1.050.901   | 1.051.885   | 1.044.249   | 975.147     |
| Руси         | 10.473      | 86.647      | 90.398      | 120.504     | 138.643     | 166.007     | 132.075     | 86.256      |
| Украјинци    | 782         | 22.310      | 16.404      | 21.407      | 23.798      | 29.394      | 21.132      | 13.110      |
| Пољаци       | 5.615       | 14.122      | 3.643       | 3.145       | 3.649       | 3.661       | 2.798       | 1.773       |
| Јевреји      | 34.643      | 79.739      | 28.445      | 25.807      | 23.135      | 18.480      | 3.532       | 1.461       |
| Јермени      | 2           | 467         | ...         | 288         | 258         | 404         | 1.171       | 937         |
| Роми         | 264         | 1.368       | ...         | 1.001       | 1.268       | 1.386       | 1.079       | 730         |
| Азери        | ...         | 157         | ...         | 139         | 334         | 860         | 926         | 596         |
| Татари       | 66          | 1.314       | 369         | 548         | 696         | 1.063       | 777         | 497         |
| Молдавци     | 3           | 113         | ...         | 244         | 359         | 554         | 520         | 375         |
| Грузини      | 7           | 394         | ...         | 225         | 224         | 384         | 471         | 368         |
| Немци        | 246         | 626         | ...         | 171         | 260         | 295         | 580         | 278         |
| Литванци     | 623         | 1.076       | ...         | 497         | 475         | 643         | 366         | 273         |
| Укупно       | 530.842     | 1.401.020   | 1.176.556   | 1.226.859   | 1.246.833   | 1.279.797   | 1.213.521   | 1.099.374   |

## Привреда
Привреда Могиљовске области почива на изразито јакој индустријској производњи, посебно хемијска и петрохемијска индустрија, индустрија грађевинскг материјала, дрвна и прехрамбена индустрија, Главни индустријски центри су Бабрујск и Могиљов.